# Dubrovnik (časopis Matice hrvatske)
Dubrovnik je književno-znanstveni časopis u izdanju Matice hrvatske iz Dubrovnika. Izlazi od 1955. godine. Od 1955. izdavač je bio Pododbor Matice hrvatske Dubrovnik, od 1966. do 1971. Ogranak Matice hrvatske Dubrovnik, a od političko-policijskog obračuna s hrvatskim proljećarima 1972. do demokratizacije u Hrvatskoj 1989. izdavač je bio Socijalistički savez radnog naroda Hrvatske. Od 1990. izdavač je ogranak Matice hrvatske u Dubrovniku.
Kroz svoje postojanje Dubrovnik je izlazio dvomjesečno i tromjesečno. U impressumima se definirao kao „časopis za književnost, nauku i umjetnost”, pa kao „dvomjesečnik za kulturu, umjetnost, ekonomska i društvena pitanja”, „časopis za kulturu”, a danas je „časopis za književnost i znanost”.
Urednici su bili: Nikola Ivanišin, Stjepan Kastropil, Feđa Šehović, Pero Portolan, Nikola Kojić, Miljenko Foretić, Mato Jerinić, Ivana Burđelez i Vesna Čučić.